# Giuseppe Giustiniani
Giuseppe Giustiniani (Chio, 1525 – Roma, 9 gennaio 1600) è stato un nobile e diplomatico italiano.

## Biografia
Nato nel 1525 nell'isola egea di Chio, territorio della Repubblica di Genova, da Benedetto di Francesco del ramo di Negro. Dal matrimonio con Girolama, nata nel 1534, figlia di Francesco Giustiniani del ramo Recanelli e di Caterina di Bricio Giustiniani, comandante della flotta vicereale di Napoli, ebbe cinque figli tra il 1554 e il 1564: Benedetto, Virginia, Angelica, Caterina e Vincenzo.